# Lupinus sparsiflorus
Espèce
Lupinus sparsiflorus est une espèce de plantes à fleurs de la famille des Fabacées et du genre des lupins. Cette plante herbacée toxique est originaire du Sud-Ouest des États-Unis et du Nord du Mexique.

## Description morphologique

### Appareil végétatif
Lupinus sparsiflorus est une plante annuelle, herbacée, à port dressé, de 20 à 40 cm de hauteur. Elle possède des tiges minces, ramifiées. Les feuilles, composées palmées, sont portées par un pétiole qui mesure de 3 à 4 cm, et possèdent de 7 à 11 folioles. Les folioles, de forme linéaire à lancéolée, mesurent de 1,3 à 3,8 cm de long pour seulement 2 à 4 mm de large. Leur surface présente des poils, notamment près des marges du limbe,.
Cette plante est toxique. Elle a été classée, comme tous les lupins poussant en Californie, dans la catégorie « toxicité majeure » (Major toxicity) par le California Poison Control System.

### Appareil reproducteur
La floraison a lieu entre janvier et mai.
L'inflorescence est une grappe lâche de fleurs bleu pâle ou bleu violacé tirant sur le rose, longue de 15 à 20 cm. Les fleurs sont disposées en spirale le long de la tige florale, portées par un pédicelle de 2 à 4 cm de long. Chaque fleur mesure jusqu'à 1,3 cm de longueur. Elle est précédée de bractées courtes (3 à 5 mm) qui tombent à maturité et elle est portée par un calice aux sépales longs de 3 à 6 mm, formant deux lèvres dont la plus haute est profondément lobée. La corolle possède les cinq pétales caractéristiques des Fabaceae : un pétale supérieur, ou étendard, deux pétales latéraux, ou ailes, et deux pétales inférieurs soudés, ou carène. Chez cette espèce, l'étendard présente généralement du blanc ou du jaune pâle en son centre. Les pétales qui forment la carène sont habituellement velus près de leur base, côté externe. Le bleu des pétales a tendance à s'assombrir lorsque la fleur se dessèche.
Le fruit est une gousse de 1 à 2 cm de long et environ 5 mm de large, grossièrement velue, contenant de 4 à 5 graines.

## Répartition et habitat
Lupinus sparsiflorus pousse en terrain dégagé, dans les zones arides du Nord du Mexique, en Basse-Californie, et du Sud-Ouest des États-Unis, dans les États de Californie, du Nevada, d'Utah, d'Arizona et du Nouveau-Mexique.
On le trouve souvent en association avec des buissons d'Artemisia tridentata ou de Larrea tridentata, ou encore au sein du chaparral.
Il pousse généralement à des altitudes inférieures à 1 300 m.

## Propriétés
Les lupins contiennent, surtout dans leur graine, des alcaloïdes tels que la spartéine, la lupine, la lupinine ou l'anagyrine. Certaines variétés, dites douces, en contiennent peu, ou même en sont dépourvues, et peuvent donc être utilisées pour l'alimentation du bétail. Leurs graines peuvent également être consommées par l'Homme. Les variétés dites amères sont très riches en alcaloïdes et, de ce fait, très toxiques. Leur toxicité peut être éliminée par une succession de trempages et de cuissons. Le non-respect de ce processus de préparation entraîne des intoxications plus ou moins graves. Quand on ne sait pas si on est en présence de graines de lupins doux, consommables, ou de graines de lupins amers, donc potentiellement très toxiques, il est préférable de considérer ces graines comme toxiques et de s'abstenir de les consommer.

## Systématique
Lupinus sparsiflorus a été décrit par le botaniste britannique George Bentham dans l'édition de 1849 de son ouvrage Plantas Hartwegianas imprimis Mexicanas enumerat novasque describit.
Cette espèce présenterait plusieurs sous-espèces ou variétés. La taxonomie des niveaux infraspécifiques ne semble pas résolue, et il y a de fait des variations selon les auteurs. Les subdivisions les plus souvent citées sont :
- Lupinus sparsiflorus subsp. inopinatus (C.P. Sm.) Dziekanowski & D. Dunn, synonyme de Lupinus sparsiflorus var. inopinatus C.P. Sm. Ses fleurs sont davantage roses et ses folioles tronqués. Elle pousse près des côtes californiennes[2].
- Lupinus sparsiflorus subsp. mohavensis Dziekanowski & D. Dunn, synonyme de Lupinus sparsiflorus var. mohavensis (Dziekanowski & D. Dunn) Welsh. Elle pousse dans les déserts, notamment le désert des Mojaves, et ses fleurs sont en moyenne plus petites[2].
- Lupinus sparsiflorus subsp. pondii (Greene) Dziekanowski & D. Dunn, synonyme de Lupinus pondii Greene et de Lupinus sparsiflorus var. pondii (Greene) C.P. Sm.
- Lupinus sparsiflorus subsp. sparsiflorus, sous-espèce type.